# Murauer Straße
Die Murauer Straße (B 97) ist eine Landesstraße in Österreich. Sie verbindet auf einer Länge von 21 km die Bezirkshauptstadt Murau mit der Gemeinde Predlitz-Turrach und der Turracher Straße (B 95) im Westen des gleichnamigen Bezirks. Die Straße folgt dem Lauf der Mur und wird von der Murtalbahn begleitet.

## Geschichte
Die Straße von Lind über Murau, Stadl und Predlitz wurde durch das Gesetz vom 3. Oktober 1868 den Bezirksstraßen I. Klasse zugerechnet. Durch einen Beschluss des steirischen Landtages vom 5. Februar 1895 wurde sie zu einer Bezirksstraße II. Klasse abgestuft. Seit dem 1. April 1938 werden die Bezirksstraßen I. Ordnung in der Steiermark als Landesstraßen geführt.
Die Obere Murtal Straße gehört seit dem 1. April 1948 zum Netz der Bundesstraßen in Österreich. Sie führte von Scheifling bis ins Salzburgische Mauterndorf, und wurde ursprünglich als B 96 bezeichnet.
Seit dem 1. Jänner 1973 führt die Murtal Straße (heutige B 96) jedoch nicht mehr über das Murtal, sondern über Ranten. Die alte Strecke durch das Murtal wird seither als Murauer Straße bezeichnet. Das kurze Stück von der Turracher Passstraße bis zur Landesgrenze bei Predlitz, einst Teil der Lungauer-Steiermärker Straße, wurde zur Turracher Straße (B 95) genommen, die weiter bis zur Katschberg Straße in Mauterndorf führt.
Die Straße wurde im Jahr 2002 vom Bund an die Bundesländer Salzburg und Steiermark als Landesstraße übertragen.